# Смирнова, Антонина Ивановна
Антонина Ивановна Смирнова (12 ноября 1929 д. Колбасино, Тверская область — 13 июня 2023, Старица, Тверская область) — передовик советского народного образования, преподаватель Старицкого педагогического училища, Калининская область, Герой Социалистического Труда (1978).

## Биография
Родилась в 1929 году в деревне Колбасино Кашинского района Тверской области в русской семье. Завершив обучение в средней школе, в 1952 году окончила Калининский педагогический институт. Была направлена работать учителем истории в Кимрах. С 1964 года и на протяжении 27 лет преподавала историю в Старицком педагогическом училище в городе Старица Тверской области которое считалось кузницей учителей начальных классов. В этом учреждении раскрылся талант преподавателя Смирновой, которая отлично знала историю Отечества и передавала свои знания новым педагогическим кадрам.
За большие заслуги в деле обучения и коммунистического воспитания учащихся, Указом Президиума Верховного Совета СССР от 27 июня 1978 года Антонине Ивановне Смирновой было присвоено звание Героя Социалистического Труда с вручением ордена Ленина и золотой медали «Серп и Молот».
В дальнейшем продолжала трудовую деятельность. Активный участник общественной жизни города и области. Многие годы была ответственным секретарём партийной организации педагогического училища. Являлась членом методического совета по среднему специальному образованию при профильном министерстве высшего и среднего специального образования СССР.
С 1991 года находилась на пенсии. Жила в городе Старица Тверской области.
Скончалась 13 июня 2023 года на 94-м году жизни.

## Награды
- Золотая звезда «Серп и Молот» (27.06.1978),
- Орден Ленина (27.06.1978),
- Орден Трудового Красного Знамени (20.07.1971),
- Знак «Отличник народного просвещения» (1967),
- Медаль «За доблестный труд» (1970),
- Медаль «Ветеран труда» (1980),
- Почётный гражданин Старицкого района (20 сентября 1988),
- Почётный гражданин города Старицы (23 июля 1997)[5].